# Distretto di Sashima
Il distretto di Sashima (猿島郡, Sashima-gun?) è uno dei distretti della prefettura di Ibaraki, in Giappone.
Fanno parte del distretto i comuni di Goka e Sakai.
| Controllo di autorità | VIAF (EN) 258447678 · NDL (EN, JA) 00427774 |